# Корнут Луцій Анней
Корнут Луцій Анней (лат. Cornutus L. Annaeus, грец. Κορνοῦτος) — філософ-стоїк, вчитель філософії в Стародавньому Римі. Також відомий як латинський та грецький граматик і філософ.

## Біографія

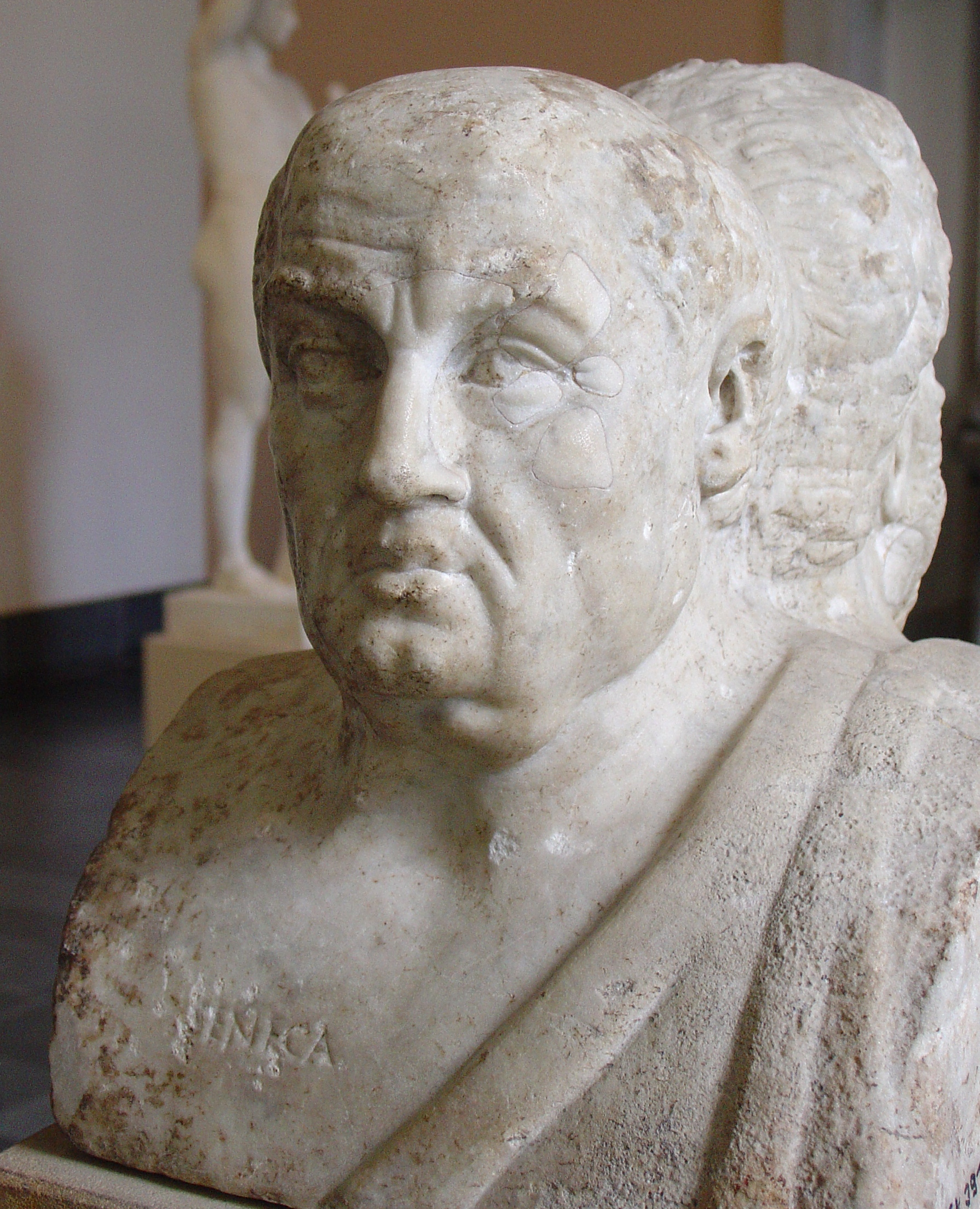
Луцій Анней Сенека

Корнут був уродженцем північноафриканського міста Лептіс-Магна в Лівії, але проживав він здебільшого в Римі. Ім'я Анней він отримав як вільновідпущеник або родич Сенеки. Корнут був викладачем риторики і філософії в Римі. До числа його учнів зараховували себе Лукан і Персій, який присвятив Корнуту п'яту сатиру, прославляючи його як ідеал вчителя і філософа. Разом з Цезієм Бассом Корнут, після смерті Персія зібрав і видав його твори.Пізніше Корнут був вигнаний з Риму. Здебільшого писав грецькими та латинськими мовами, залишив праці з граматики, риторики та філософії. 

## Внесок в літературу
Збереглася праця, складена Корнутом  «Короткий виклад традиційного грецького богослов'я» (Ἐπιδρομή τῶν κατὰ τὴν ἑλληνικὴν θεολογίαν παραδεδομένων), в якій він систематизував для навчальних цілей алегоричні інтерпретації грецької міфології, тлумачення імен грецьких богів, багато в чому спираючись на традицію стоїчної алегорії. На додаток до етимологій Корнут широко використовує раціоналістичні і природні тлумачення: пожирання Кроносом своїх дітей треба розуміти в тому сенсі, що все породжене в часі за законом руху знову зникає через деякий час відповідно до того ж закону. Корнут прагнув показати, що традиційне богослов'я і міфологія є випадковими вигадками, що наші предки були здатні зрозуміти природу космосу і міркували про неї за допомогою символів і загадок. Знання з подібних питань корисні для звільнення від забобонів, виховання у молоді правильного ставлення до жертвоприношення і молитви.
Корнут був також відомий як автор твору (можливо, коментаря), присвяченого «Категоріям» Арістотеля. Ймовірно, як і твір Афінодора, це було зведення заперечень проти вчення про категорії Арістотеля, про що можна судити за характером посилань на ім'я К. у Сімплікія (Simpl. In Cat. 18, 28; 187, 31; 351, 23; 359, 1-6). Інші твори Корнута  були присвячені риториці та поезії, точні назви їх не відомі.